# Ikot Ekpene
Ikot Ekpene – miasto w południowej Nigerii, w stanie Akwa Ibom, nad rzeką Kwa Ibo. Około 75 tys. mieszkańców.
W mieście rozwinął się przemysł zabawkarski, elektrotechniczny oraz olejarski.